# Ripats
Ripats (lulesamiska: Ribásj) är en by i södra delen av Gällivare kommun i Lappland.
Ripats ligger i Gällivare sockens södra skogsbygd, längs Malmbanan omkring 21 kilometer söder om Gällivare och omkring 148 kilometer norr om Boden. Byn har en gammal järnvägsstation.